# Blauwbrug

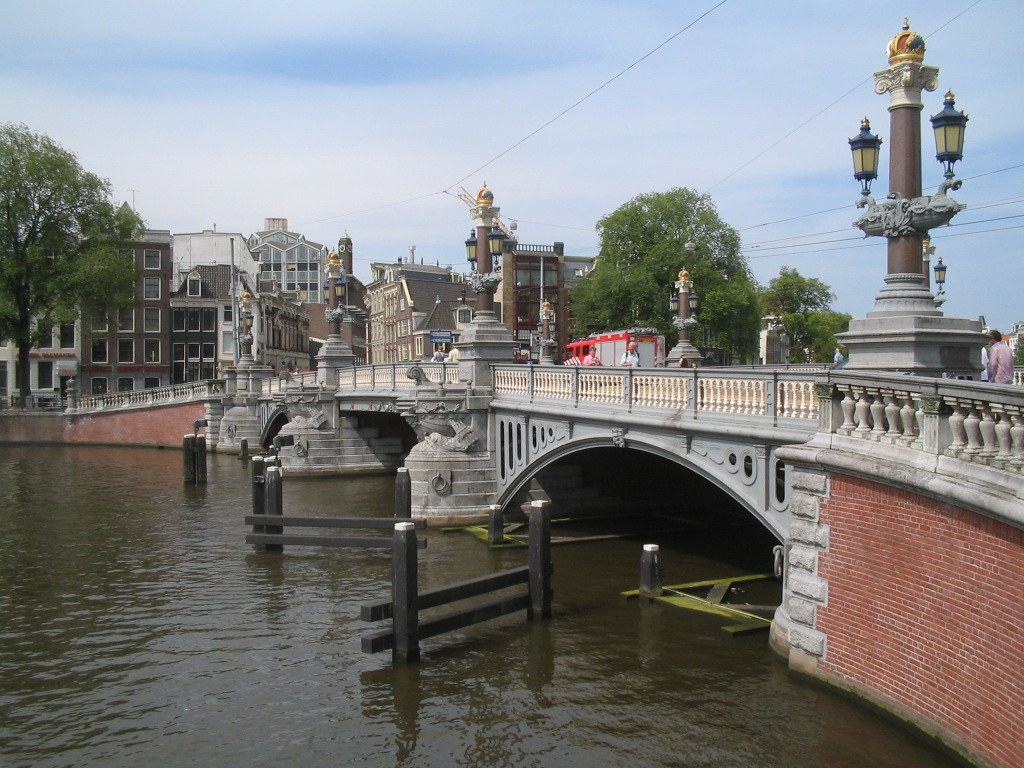
Blauwbrug

Blauwbrug (bokstavligen "blå bro") är en historisk bro i Amsterdam. Den knyter samman området Rembrandtplein med området Waterlooplein.
Bron har fått sitt namn efter en "blå bro" av tre som var från omkring 1600, men som inte längre finns och som målades i den karakteristiska blå färgen som finns i den nederländska flaggan. Den behöll namnet efter 1883 när den ersattes av spännen till en ny bro som är inspirerad av arkitekturen till flera av broarna över Seine i Paris.
Stenbron har tre öppningar för fartyg och är rikt utsmyckad. Fundamenten är formade som skipsbauer och på toppen finns det kolumner med bladmotiv, maskar och Österrikes kejsarkrona. Även lyktstolparna har fartygsdekorationer och lyktorna är i sig också formade som kronor. Bron har en vägbana som också används av spårvägen.

## I kulturen
Titeln på A. F. Th. van der Heijdens kontroversiella roman från 1983, De Slag om de Blauwbrug refererar till denna bro.